# Arcanjo Renegado
Arcanjo Renegado é uma série de televisão brasileira produzida e exibida pelo Globoplay em parceria com AfroReggae Audiovisual. É inspirada pelo Batalhão de Operações Policiais Especiais. A primeira temporada estreou em 7 de fevereiro de 2020 na plataforma de streaming. A segunda temporada em 25 de setembro de 2022. A terceira temporada em 14 de novembro de 2024.
Criada e escrita por José Júnior tem roteiro de Gabriel Maria, Manaíra Carneiro, Bruno Paes Manso e Bruno Passeri. As duas primeira temporadas são dirigidas por Heitor Dhalia e André Godói e conta com direção de Lipe Binder, Fábio Strazzer e Lucas Villamarim a partir da terceira temporada. Heitor Dhalia e Lipe Binder foram os diretores gerais nas respectivas temporadas citadas
Tem atuações de Marcelo Mello Jr., Álamo Facó, Flávio Bauraqui, Erika Januza e Leonardo Brício nos papéis principais.
A série faz parte da franquia Afroverso, que inclui os títulos O Jogo que Mudou a História, A Divisão e Veronika.

## Enredo

### 1ª Temporada (2020)
Mikhael (Marcello Melo Jr.) é o líder da principal equipe do BOPE. Após um amigo ser ferido em uma operação, ele busca vingança e acaba em conflito com a elite política do estado. Em um cenário onde todos saem perdendo, Mikhael, sargento comandante de uma equipe do BOPE, enfrenta missões perigosas no Rio de Janeiro. No entanto, após uma operação polêmica que resulta em uma chacina, ele é transferido para uma unidade policial no interior do estado.

### 2ª Temporada (2022)
A trama acompanha a volta de Mikhael (Marcello Melo Jr.) ao Brasil. Principal suspeito pela morte do ex-governador Custódio Marques (Bruno Padilha), Mikhael – que na primeira temporada está a frente equipe Arcanjo - foge do Brasil com a ajuda do jornalista Ronaldo Leitão (Álamo Facó) e por anos integra um grupo militar privado com missões no continente africano. Quem também muda radicalmente de vida é Sarah Afonso (Erika Januza), irmã de Mikhael. O desejo por vingar a morte de seu marido, Rafael (Alex Nader), e a luta diária para cuidar do filho, fazem com que ela entre para a carreira militar. E é no batalhão que Sarah conhece Diana (Ludmilla) com quem estabelece uma grande parceria e amizade.

### 3ª Temporada (2024)
Agora no norte do Brasil, Mikhael (Marcello Melo Junior), mais destemido do que nunca, vive em um assentamento amazônico sob constates ameaças por produtores rurais, enquanto no Rio de Janeiro, sua irmã Sarah (Erika Januza) entra de vez na carreira militar e luta contra a violência de gênero, investigando o caso de uma jovem agredida pelo namorado. Paralelamente, a governadora Manuela (Rita Guedes) tenta lidar com a dor da perda do filho e enfrenta o poder do Bispo Cristóvão (Thelmo Fernandes), que comanda um império de negócios ilícitos e alianças criminosas. Em meio a isso, Maíra (Cris Vianna), presidente da Assembleia Legislativa, se recusa a ceder nas disputas com o governo. Determinado a enfrentar os esquemas corruptos do Bispo e seus aliados, Mikhael une forças com antigos e novos aliados para combater a corrupção e os inimigos do passado.

## Elenco

### Principal
| Ator/Atriz            | Personagem              | Temporadas | Temporadas | Temporadas |   |
| Ator/Atriz            | Personagem              | 1ª 2020    | 2ª 2022    | 3ª 2024    |   |
| --------------------- | ----------------------- | ---------- | ---------- | ---------- | - |
| Marcello Melo Jr.     | Mikhael Gomes Afonso    |            |            |            |   |
| Erika Januza          | Sarah Gomes Afonso      |            |            |            |   |
| Álamo Facó            | Ronaldo Leitão          |            |            |            |   |
| Flávio Bauraqui       | Barata                  |            |            |            |   |
| Leonardo Brício       | Coronel Gabriel Santana |            |            |            |   |
| Rita Guedes           | Manuela Berengher       |            |            |            |   |
| Tatsu Carvalho        | Antônio Faustini        |            |            |            |   |
| Léa Garcia            | Dona Laura              |            |            |            |   |
| Danni Suzuki          | Capitã Luciana Mayumi   |            | —          | —          |   |
| Ademir Emboava        | Augusto Savassi         |            | —          | —          |   |
| Bruno Padilha         | Custódio Marques        |            | —          | —          |   |
| Cris Vianna           | Maira Alonso            | —          |            |            |   |
| Aline Borges          | Joana Toro              | —          |            |            |   |
| Thelmo Fernandes      | Bispo Marques           | —          |            |            |   |
| Otto Jr               | Rodolfo Marcelo         | —          |            |            |   |
| Dilsinho Oliveira     | Galvão                  | —          |            |            |   |
| Ludmilla              | Diana Garcia            | —          |            | —          | — |
| Rogério Casanova      | José Nogueira (Chucky)  | —          |            | —          | — |
| Bruno Mazzeo          | Joel Fortuna            | —          |            | —          | — |
| Emilio Orciollo Netto | Anderson                | —          | —          |            |   |
| Raymundo de Souza     | Euller                  | —          | —          |            |   |
| Karen Júlia           | Paloma                  |            |            |            |   |
| Leonardo Teatini      | Gerard Berengher        |            |            | —          |   |
| Guti Fraga            | Luís Eustáquio          |            | —          | —          |   |
| Kátia Maranhão        | Juliana Bentes          |            | —          | —          |   |
| Gabriela Loran        | Giovana                 | —          |            |            |   |
| Zezé Motta            | Leda Cavalcante         | —          |            |            |   |
| Alli Willow           | Emily Westwood          | —          |            |            |   |
| Wilson Rabelo         | Camilo                  | —          |            |            |   |
| Rodrigo França        | Ivanir                  | —          |            |            |   |

### Participações especiais
| Lista de participações especiais | Lista de participações especiais |
| 2º Temporada (2022)              | 2º Temporada (2022)              |
| Intérprete                       | Personagem                       |
| -------------------------------- | -------------------------------- |
| Clara Moneke                     | Aissa Mwale                      |
| Tonzão Chagas                    | Maluquete                        |
| 3º Temporada (2024)              |                                  |
| Intérprete                       | Personagem                       |
| Silvio Guindane                  | Carlos Mendonça (Mendonça)       |
| Erom Cordeiro                    | Juliano Santiago (Santiago)      |
| Raphael Logam                    | Jesus Pedra (Pedra)              |
| Roberta Rodrigues                | Veronika                         |
| Belo                             | Inspetor Silvio                  |
| André Luiz Miranda               | Inspetor Cristiano               |
| Marcello Melo                    | Marcello Gomes Afonso (Afonso)   |

## Episódios
| Temporada | Temporada | Episódios | Exibição               | Exibição               |
| Temporada | Temporada | Episódios | Estreia de temporada   | Final de temporada     |
| --------- | --------- | --------- | ---------------------- | ---------------------- |
|           | 1         | 10        | 7 de fevereiro de 2020 | 7 de fevereiro de 2020 |
|           | 2         | 10        | 25 de agosto de 2022   | 15 de setembro de 2022 |
|           | 3         | 10        | 14 de novembro de 2024 | 21 de novembro de 2024 |

### 1.ª temporada (2020)
| N.º geral | N.º na temp. | Título        | Dirigido por  | Escrito por                                                                        | Exibição original      |
| --- | ------------ | ------------- | ------------- | ---------------------------------------------------------------------------------- | ---------------------- |
| 1 | 1            | "Episódio 1"  | Heitor Dhalia | Rafael Spínola, Debora Guimarães, Gabriel Maria, José Júnior e José Luiz Magalhães | 7 de fevereiro de 2020 |
| Mikhael e a Equipe Arcanjo são condecorados na ALERJ após missão de resgate. Eustáquio mantém discurso belicoso sem imaginar as consequências.                                  |              |               |               |                                                                                    |                        |
| 2 | 2            | "Episódio 2"  | Heitor Dhalia | Rafael Spínola, Debora Guimarães, Gabriel Maria, José Júnior e José Luiz Magalhães | 7 de fevereiro de 2020 |
| Pressionado, Custódio nomeia Gabriel como novo Secretário de Segurança e cobra um retorno imediato. A operação-reposta do BOPE não termina bem e a vingança é certa.            |              |               |               |                                                                                    |                        |
| 3 | 3            | "Episódio 3"  | Heitor Dhalia | Rafael Spínola, Debora Guimarães, Gabriel Maria, José Júnior e José Luiz Magalhães | 7 de fevereiro de 2020 |
| A ação de vingança pela morte de Rafael traz sérias consequências para Mikhael. Enquanto Ronaldo busca a verdade por trás do atentado, Custódio e Barata planejam a reeleição.  |              |               |               |                                                                                    |                        |
| 4 | 4            | "Episódio 4"  | Heitor Dhalia | Rafael Spínola, Debora Guimarães, Gabriel Maria, José Júnior e José Luiz Magalhães | 7 de fevereiro de 2020 |
| Custódio é reeleito governador do Rio. Manuela, Gabriel e Barata se articulam para garantir a presidência da ALERJ. A equipe Arcanjo é desmontada, e Mikhael é transferido.     |              |               |               |                                                                                    |                        |
| 5 | 5            | "Episódio 5"  | Heitor Dhalia | Rafael Spínola, Debora Guimarães, Gabriel Maria, José Júnior e José Luiz Magalhães | 7 de fevereiro de 2020 |
| Mikhael tem dificuldade de se adaptar à rotina de Miracema, mas o novo posto também traz surpresas. Ronaldo está perto de desvendar um esquema mais complexo do que imagina.    |              |               |               |                                                                                    |                        |
| 6 | 6            | "Episódio 6"  | Heitor Dhalia | Rafael Spínola, Debora Guimarães, Gabriel Maria, José Júnior e José Luiz Magalhães | 7 de fevereiro de 2020 |
| O clima de tensão aumenta entre Custódio e Manuela. Sarah busca uma solução para seus problemas financeiros. Ronaldo é ameaçado, e Chucky ataca seus inimigos.                  |              |               |               |                                                                                    |                        |
| 7 | 7            | "Episódio 7"  | Heitor Dhalia | Rafael Spínola, Debora Guimarães, Gabriel Maria, José Júnior e José Luiz Magalhães | 7 de fevereiro de 2020 |
| Mikhael procura Ronaldo e juntos remontam os acontecimentos, que levam a Savassi. Custódio ameaça vazar segredos de Manuela e cobra de Savassi que seu nome seja protegido.     |              |               |               |                                                                                    |                        |
| 8 | 8            | "Episódio 8"  | Heitor Dhalia | Rafael Spínola, Debora Guimarães, Gabriel Maria, José Júnior e José Luiz Magalhães | 7 de fevereiro de 2020 |
| Mikhael se choca ao ver Sarah com Savassi e é surpreendido. Manuela, Gabriel e Barata tentam conseguir o impeachment de Custódio. O cerco se fecha ao redor de Savassi.         |              |               |               |                                                                                    |                        |
| 9 | 9            | "Episódio 9"  | Heitor Dhalia | Rafael Spínola, Debora Guimarães, Gabriel Maria, José Júnior e José Luiz Magalhães | 7 de fevereiro de 2020 |
| Ronaldo recebe um dossiê sobre os esquemas de Custódio e Savassi. A vida de Sarah fica em perigo e as únicas pessoas capazes de salvá-la se juntam novamente.                   |              |               |               |                                                                                    |                        |
| 10 | 10           | "Episódio 10" | Heitor Dhalia | Rafael Spínola, Debora Guimarães, Gabriel Maria, José Júnior e José Luiz Magalhães | 7 de fevereiro de 2020 |
| Chucky ameaça a vida de Sarah e Lucas, enquanto Mikhael e a Equipe Arcanjo se preparam para o resgate. Na ALERJ, os acontecimentos mudam a política no Rio e a vida de Mikhael. |              |               |               |                                                                                    |                        |

### 2.ª temporada (2022)
| N.º geral | N.º na temp. | Título        | Dirigido por                | Escrito por                                                      | Exibição original      |
| --- | ------------ | ------------- | --------------------------- | ---------------------------------------------------------------- | ---------------------- |
| 11 | 1            | "Episódio 1"  | Heitor Dhalia e André Godói | José Junior, Gabriel Maria, Gustavo Rademacher e Bárbara Velloso | 25 de agosto de 2022   |
| Longe do Brasil, Mikhael integra um grupo paramilitar multinacional. Em uma missão na Nigéria, ele é obrigado a tomar uma decisão que colocará sua vida e a do grupo em risco.       |              |               |                             |                                                                  |                        |
| 12 | 2            | "Episódio 2"  | Heitor Dhalia e André Godói | José Junior, Gabriel Maria, Gustavo Rademacher e Bárbara Velloso | 25 de agosto de 2022   |
| Rodolfo reabre a investigação sobre o assassinato de Custódio. Maíra e Ronaldo vão contra os negócios imobiliários do governo associados às milícias. Ronaldo sofre um atentado.     |              |               |                             |                                                                  |                        |
| 13 | 3            | "Episódio 3"  | Heitor Dhalia e André Godói | José Junior, Gabriel Maria, Gustavo Rademacher e Bárbara Velloso | 25 de agosto de 2022   |
| Mikhael investiga quem estava no atentado contra Ronaldo. Maíra propõe CPI para averiguar relações escusas entre o governo e a milícia. Gabriel descobre que Mikhael está no Rio.    |              |               |                             |                                                                  |                        |
| 14 | 4            | "Episódio 4"  | Heitor Dhalia e André Godói | José Junior, Gabriel Maria, Gustavo Rademacher e Bárbara Velloso | 25 de agosto de 2022   |
| Manuela desconfia de que Gabriel esteja usando seu filho, Gérard, contra ela. Gabriel arma uma emboscada para Mikhael, que é surpreendido.                                           |              |               |                             |                                                                  |                        |
| 15 | 5            | "Episódio 5"  | Heitor Dhalia e André Godói | José Junior, Gabriel Maria, Gustavo Rademacher e Bárbara Velloso | 1 de setembro de 2022  |
| Na Chácara do Inferno, o cerco se fecha contra Sarah e Mikhael tem que agir. Manuela percebe que seus aliados a traíram. Barata articula saídas para o governo junto à oposição.     |              |               |                             |                                                                  |                        |
| 16 | 6            | "Episódio 6"  | Heitor Dhalia e André Godói | José Junior, Gabriel Maria, Gustavo Rademacher e Bárbara Velloso | 1 de setembro de 2022  |
| Uma onda de fake news abala o governo. Manuela confronta Gabriel e percebe que está em suas mãos. Bispo Cristóvão expande sua congregação. Mesmo ameaçado, Mikhael permanece no Rio. |              |               |                             |                                                                  |                        |
| 17 | 7            | "Episódio 7"  | Heitor Dhalia e André Godói | José Junior, Gabriel Maria, Gustavo Rademacher e Bárbara Velloso | 8 de setembro de 2022  |
| A guerra entre Gabriel e Manuela está declarada. Novas informações sobre o Bispo Cristóvão são descobertas. Mikhael está cada vez mais próximo do confronto com Gabriel.             |              |               |                             |                                                                  |                        |
| 18 | 8            | "Episódio 8"  | Heitor Dhalia e André Godói | José Junior, Gabriel Maria, Gustavo Rademacher e Bárbara Velloso | 8 de setembro de 2022  |
| Barata sofre uma campanha de difamação e seu casamento é ameaçado. Mikhael está próximo de ter sua inocência provada na morte de Custódio. Gérard toma uma decisão trágica.          |              |               |                             |                                                                  |                        |
| 19 | 9            | "Episódio 9"  | Heitor Dhalia e André Godói | José Junior, Gabriel Maria, Gustavo Rademacher e Bárbara Velloso | 15 de setembro de 2022 |
| Ataques violentos se espalham pelo estado. Mikhael entra em ação com a equipe Arcanjo para resgatar Manuela de um arrastão. Áudios que comprometem Gabriel são divulgados.           |              |               |                             |                                                                  |                        |
| 20 | 10           | "Episódio 10" | Heitor Dhalia e André Godói | José Junior, Gabriel Maria, Gustavo Rademacher e Bárbara Velloso | 15 de setembro de 2022 |
| A violência e o caos se intensificam no estado. Manuela e Barata buscam soluções com a oposição e acabam encurralados. Mikhael inicia sua caçada à Gabriel, até que é surpreendido.  |              |               |                             |                                                                  |                        |

### 3.ª temporada (2024)
| N.º geral | N.º na temp. | Título        | Dirigido por                                   | Escrito por                                                                     | Exibição original      |
| --- | ------------ | ------------- | ---------------------------------------------- | ------------------------------------------------------------------------------- | ---------------------- |
| 21 | 1            | "Episódio 1"  | Lipe Binder, Fábio Strazzer e Lucas Villamarim | José Junior, Gabriel Maria, Bruno Paes Manso, Bruno Passeri e Manaíra Carneiro. | 14 de novembro de 2024 |
| No Pará, o assentamento recebe ameaças de um produtor rural. Numa disputa por território, milicianos atacam mais uma favela. Ronaldo se arrisca por um furo jornalístico.   |              |               |                                                |                                                                                 |                        |
| 22 | 2            | "Episódio 2"  | Lipe Binder, Fábio Strazzer e Lucas Villamarim | José Junior, Gabriel Maria, Bruno Paes Manso, Bruno Passeri e Manaíra Carneiro. | 14 de novembro de 2024 |
| Manuela faz um jantar para se aproximar de Cristóvão. Ronaldo viaja até o Pará. Jhennifer tenta registrar um B.O contra o namorado, mas é hostilizada na delegacia.         |              |               |                                                |                                                                                 |                        |
| 23 | 3            | "Episódio 3"  | Lipe Binder, Fábio Strazzer e Lucas Villamarim | José Junior, Gabriel Maria, Bruno Paes Manso, Bruno Passeri e Manaíra Carneiro. | 14 de novembro de 2024 |
| Rodolfo investiga mortes no Pará. No Rio, um acordo estratégico entre a milícia de Galvão e uma facção é selado. Mikhael decide voltar à cidade.                            |              |               |                                                |                                                                                 |                        |
| 24 | 4            | "Episódio 4"  | Lipe Binder, Fábio Strazzer e Lucas Villamarim | José Junior, Gabriel Maria, Bruno Paes Manso, Bruno Passeri e Manaíra Carneiro. | 14 de novembro de 2024 |
| O acordo entre a milícia e narcotraficantes deixa o Rio mais tranquilo. Manuela e Mikhael montam uma equipe de confiança e com aliados improváveis para derrubar Cristóvão. |              |               |                                                |                                                                                 |                        |
| 25 | 5            | "Episódio 5"  | Lipe Binder, Fábio Strazzer e Lucas Villamarim | José Junior, Gabriel Maria, Bruno Paes Manso, Bruno Passeri e Manaíra Carneiro. | 14 de novembro de 2024 |
| Ronaldo expõe ligações do bispo com a explosão do oleoduto e outros esquemas. A igreja Amar ao Próximo sofre atentados e represálias nas redes sociais.                     |              |               |                                                |                                                                                 |                        |
| 26 | 6            | "Episódio 6"  | Lipe Binder, Fábio Strazzer e Lucas Villamarim | José Junior, Gabriel Maria, Bruno Paes Manso, Bruno Passeri e Manaíra Carneiro. | 21 de novembro de 2024 |
| A força-tarefa arma um flagrante contra o braço direito do Bispo, desarticulando sua cúpula de segurança. Galvão ameaça Paloma. Manuela descobre um segredo de Mikhael.     |              |               |                                                |                                                                                 |                        |
| 27 | 7            | "Episódio 7"  | Lipe Binder, Fábio Strazzer e Lucas Villamarim | José Junior, Gabriel Maria, Bruno Paes Manso, Bruno Passeri e Manaíra Carneiro. | 21 de novembro de 2024 |
| Revelações sobre Manuela vêm à tona e enfraquecem a força-tarefa. Cristóvão se vê acuado. Ataques ordenados acontecem na cidade e Maíra está em risco.                      |              |               |                                                |                                                                                 |                        |
| 28 | 8            | "Episódio 8"  | Lipe Binder, Fábio Strazzer e Lucas Villamarim | José Junior, Gabriel Maria, Bruno Paes Manso, Bruno Passeri e Manaíra Carneiro. | 21 de novembro de 2024 |
| Pastor Anderson se desvincula da igreja Amar ao Próximo. Sara e Anderson conversam sobre o Bispo. Cristóvão descobre o ponto fraco do seu time de confiança.                |              |               |                                                |                                                                                 |                        |
| 28 | 9            | "Episódio 9"  | Lipe Binder, Fábio Strazzer e Lucas Villamarim | José Junior, Gabriel Maria, Bruno Paes Manso, Bruno Passeri e Manaíra Carneiro. | 21 de novembro de 2024 |
| Uma verdadeira guerra toma conta da favela. A força-tarefa, apoiada pela Equipe Arcanjo, investe contra os milicianos que não baixam a guarda.                              |              |               |                                                |                                                                                 |                        |
| 30 | 10           | "Episódio 10" | Lipe Binder, Fábio Strazzer e Lucas Villamarim | José Junior, Gabriel Maria, Bruno Paes Manso, Bruno Passeri e Manaíra Carneiro. | 21 de novembro de 2024 |
| Ronaldo decide dar um tempo do Rio. Com a bancada do Bispo enfraquecida, Manuela passa a dar as cartas no jogo político. O novo romance de Mikhael se aprofunda.            |              |               |                                                |                                                                                 |                        |

## Produção
Para as gravações da primeira temporada da série os atores precisaram realizar um treinamento com o BOPE, com atividades físicas intensas e oficinas de tiro. As filmagens aconteceram no Complexo da Maré, nos bairros da Penha e Ramos, na Avenida Brasil e em locações no Centro do Rio. Também houve gravações ocorridas na Assembleia Legislativa do Estado do Rio de Janeiro.
Em 6 de outubro de 2021 foram iniciadas as gravações da segunda temporada e sendo realizadas no Rio de Janeiro. Inicialmente, as filmagens estavam marcadas para acontecer ainda em 2020. Mas, o agravamento da Pandemia de COVID-19 no Brasil causou o adiamento dos trabalhos para o ano seguinte. A emissora precisou promover alterações no roteiro já que o primeiro episódio da continuação da história estava previsto para ser filmado na Nigéria e acabou sendo filmado em externas no Rio de Janeiro. Ludmilla, Cris Vianna, Bruno Mazzeo, Thelmo Fernandes, Otto Jr, Dilsinho Oliveira, Gabriela Loran e Aline Borges foram oficializados no elenco da segunda temporada. A segunda temporada foi classificada pelo Ministério da Justiça como "não recomendada para menores de 18 anos", em dezembro de 2022. Os motivos foram a presença de cenas com conteúdo sexual explícito, a violência extrema e o consumo de drogas, de acordo com o órgão. No fim de 2022, o drama policial foi renovado até a quinta temporada. A terceira leva está programada para ser gravada a partir de maio de 2023. As outras duas temporadas, quarta e quinta, vão ser produzidas simultaneamente.
As filmagens da terceira temporada foram iniciadas em 21 de maio de 2023 no Rio de Janeiro. Silvio Guindane e Erom Cordeiro foram escalados viver seus personagens na série A Divisão enquanto Raphael Logam que integra a série como agente penitenciário Pedra da série O Jogo que Mudou a História, ambos aparecerão 30 anos mais velho que em suas respectivas séries. Os personagens de Roberta Rodrigues,  Belo e André Luiz Miranda na série Veronika também fizeram crossovers de seus personagens com a terceira temporada da série. Posteriormente Emilio Orciollo Netto e Raymundo de Souza foram conformados no elenco da temporada.
Para quarta temporada, Giullia Buscacio, Renan Monteiro, Paloma Bernardi, Fernando Pavão, Marcello Novaes, Larissa Nunes, Arilson Lucas e Giulia Benite entraram como reforços no elenco.
As gravações da quinta temporada tiveram início no final de junho de 2025, com a quarta já finalizada e aguardando estreia. Como pano de fundo, a nova fase da trama abordará uma campanha para o governo do Estado do Rio de Janeiro. Boa parte das cenas foi ambientada na Floresta Amazônica, expandindo os cenários da produção. O elenco recebeu novos reforços, entre eles a atriz Luana Xavier, a recém saida do Big Brother Brasil 25, Gracyanne Barbosa que já havia feito uma participação especial na quarta temporada e agora retorna com maior destaque e o rapper TZ da Coronel, que faz sua estreia como ator. Nomes que já integraram temporadas anteriores, como Paloma Bernardi, Larissa Nunes e Giulia Benite, também foram reconvocados. Marcello Novaes, Aline Borges e Rainer Cadete retornam ao elenco, embora desta vez conciliem as gravações da série com outros compromissos, como as novelas Dona de Mim e Êta Mundo Melhor!, respectivamente.

## Exibição
A série estreou exclusivamente na plataforma Globoplay no dia 7 de fevereiro de 2020.
A primeira temporada foi exibida na TV Globo entre 4 de fevereiro e 8 de abril de 2021 às quintas-feiras na segunda linha de shows.
Diferente da primeira temporada, a segunda fase da trama foi dividida em blocos semanais e a cada semana foram lançados dois episódios, iniciando 25 de agosto de 2022 e com o último bloco sendo disponibilizado em 15 de setembro de 2022.

## Prêmios e indicações
| Ano  | Prêmio                   | Categoria   | Nomeação          | Resultado | Ref.          |
| ---- | ------------------------ | ----------- | ----------------- | --------- | ------------- |
| 2020 | Prêmio APCA de Televisão | Melhor Ator | Marcello Melo Jr. | Indicado  | [ 20 ] [ 21 ] |